# Angeduc
Angeduc es una comuna francesa situada en el departamento de Charente, en la región de Nueva Aquitania.

## Demografía
| 129 | 119 | 111 | 104 | 105 | 96 | 128 |
| Para los censos de 1962 a 1999 la población legal corresponde a la población sin duplicidades (Fuente: INSEE [Consultar]) |     |     |     |     |    |     |